# Mount Weaver
Mount Weaver ist ein 2780 m hoher Berg im westantarktischen Marie-Byrd-Land. Er ragt rund 3 km westlich des Mount Wilbur im Entstehungsgebiet des Scott-Gletschers auf. 
Entdeckt und erstmals bestiegen wurde er im Dezember 1934 durch die geologische Mannschaft um Quin Blackburn (1900–1981) der zweiten Antarktisexpedition (1933–1935) des US-amerikanischen Polarforschers Richard Evelyn Byrd. Diese benannte ihn nach Charles Edwin Weaver (1880–1958), Paläontologe an der University of Washington.